# Bálványosfürdő

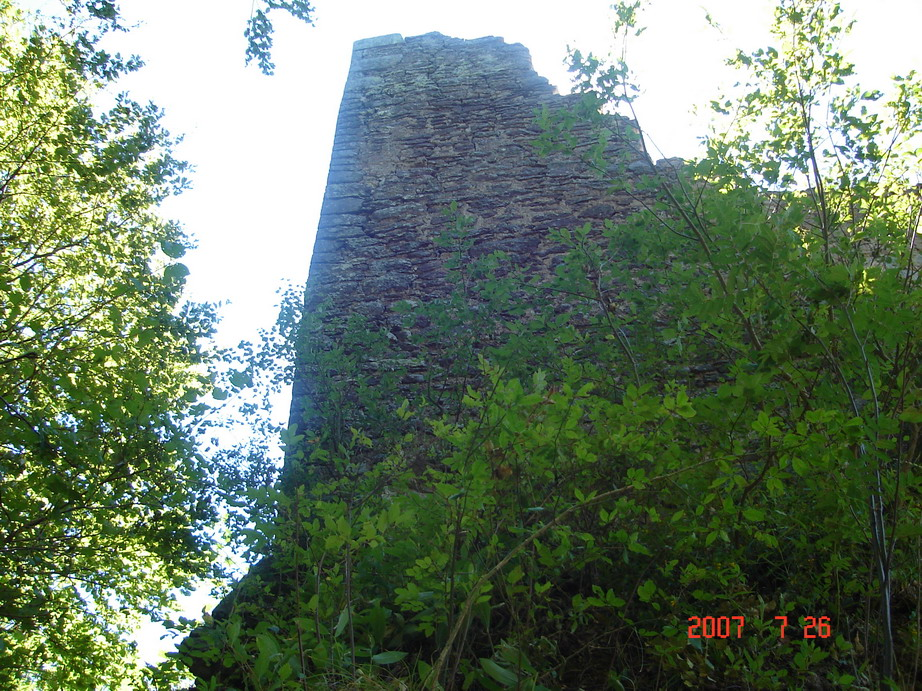
Bálványosi várrom

Bálványosfürdő (románul Băile Bálványos, németül Bad Götzenburg): Torja településhez tartozik, attól tíz kilométerre, Romániában Kovászna megyében. Üdülőtelep, amelynek nincs állandó lakossága.

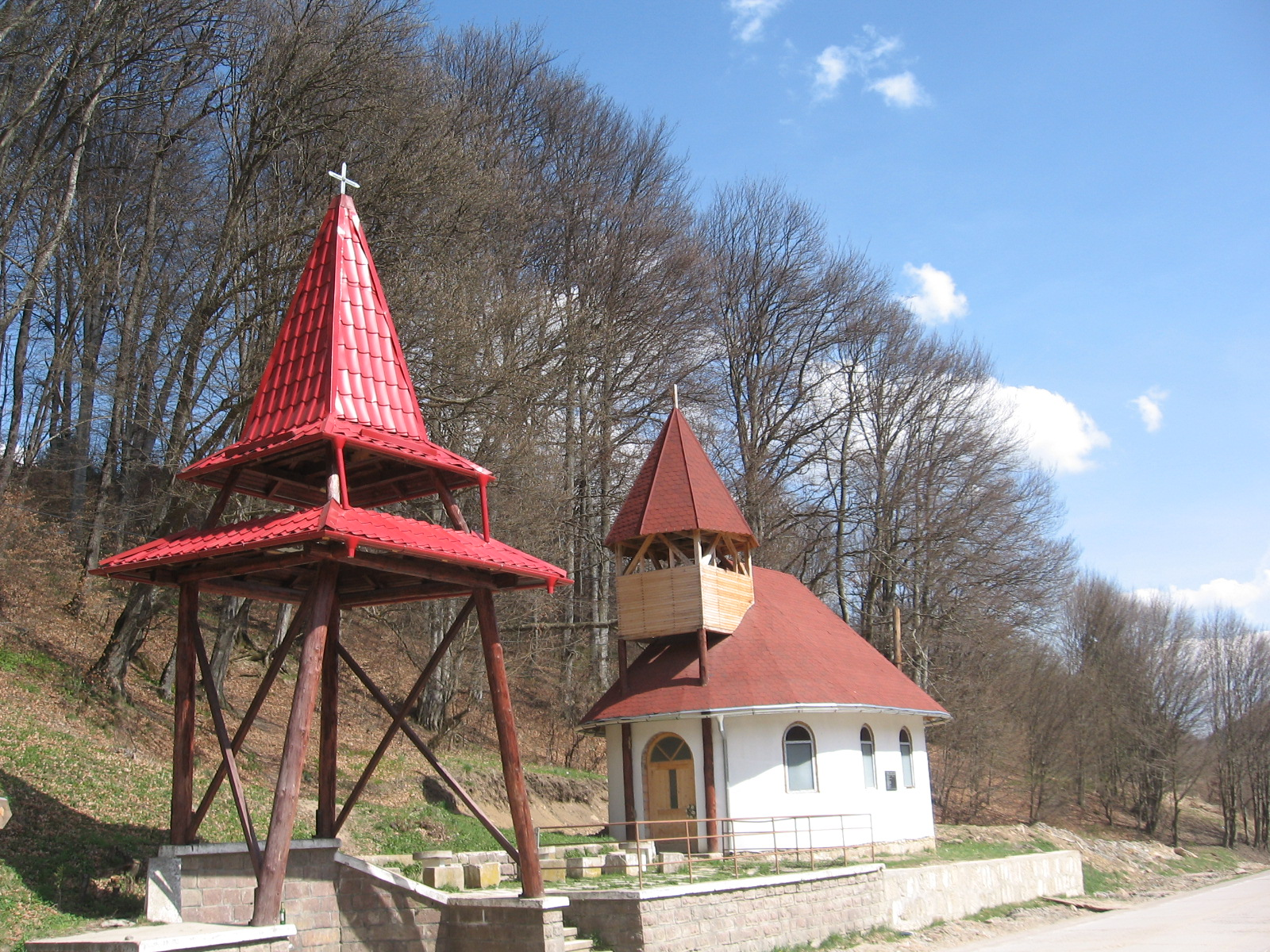
Bálványosi kápolna és borvízforrás

## Fekvése
Kézdivásárhelytől 20 km-re északnyugatra a Torja-patak völgyfőjében fekszik.

## Nevének eredete
Nevét onnan kapta, hogy építtetője az Aporok őse a hagyomány szerint a pogányok legyőzése után ide vonult vissza az ősi isteneket imádni.

## Története
Vára a hagyomány szerint már Szent István idejében állt, de először csak 1360-ban említik. A várat valószínűleg az Apor család építtette a 13. században. A székelyek két ízben is elűzték a tatárokat falai alól. A 17. század közepén elhagyták, majd a Lengyelországba menekülő Apor András felrobbantatta. A település a trianoni békeszerződésig Háromszék vármegye Kézdi járásához tartozott.
1990-től 1996-ig itt tartották a Bálványosi Nyári Szabadegyetemet, amelyet később áttettek Tusnádfürdőre.

## Látnivalók
- A település híres gyógyfürdőhely. A mai Bálványosfürdő három régi, s egykoron működő fürdőtelep összeolvadásából keletkezett. A legrégibb a Bálványosi-hágón fekvő egykori Torjai-Büdös volt. 1895-ben, a Csoma-hegygerinc lábánál megalakult a Csiszár-fürdő, az alapító Csíszár Dénes (sz. 1857-ben) után elnevezve. A harmadik fürdő a Vár-hegy lábánál feküdt és régi neve Várpadi-feredő volt, ezt a Transzilvánia Bank megvásárolta, erről kapta újabb nevét, a Transzilvánia-fürdőt. A számos fürdőmedencét szénsavas, sós, savas borvízforrások táplálják. A vendégeket ma a Best Western szállodalánchoz tartozó hotel, a Bálványos Gyöngye turisztikai központ, az Istvana Vendégfogadó és a Vár panzió várja.
- A település feletti 1040 m magas sziklatetőn állnak Bálványosvár romjai.
- Határában van a torjai Büdös-barlang, melyet kéngáz tölt ki. Méretei nem nagyok, mindössze 4 lépés hosszú és 3 lépés széles, falai a kéntől sárgák. Napi gázhozama 4000 m³. Közelében épült fel az első magyar szénsavgyár.
- A 15 m hosszú Gyilkos-barlang is kénlerakódásokban gazdag.
- Északra a Buffogó-patak völgyében van a kigőzölgéseiről Buffogó-lápnak nevezett mocsár.